# Chacokaalstaartgordeldier
Het chacokaalstaartgordeldier (Cabassous chacoensis)  is een zoogdier uit de familie Chlamyphoridae. De wetenschappelijke naam van de soort werd voor het eerst geldig gepubliceerd door Ralph Martin Wetzel in 1980.

## Voorkomen
De soort komt voor in Paraguay en Argentinië.